# M113 장갑차
M113 장갑차(M113 armored personnel carrier)는 1960년 실전배치된 이래 현재 운용 중인 미국 육군의 장갑차이다. 베트남 전쟁에서 매우 유명했으며, 40여 년간 자유진영 최고의 베스트셀러 장갑차였다.

## 역사
미 육군은 1950년대 새로운 보병수송용 장갑차를 몰색하는데 1959년 FMC와 신형 장갑차 개발 계약을 체결하고 1959년부터 생산하여 배치하기 시작하였다. 원래 서독 등 동구권의 침략에 대비하였으나 1962년부터 베트남 전쟁에 배치하기 시작해 전차가 운영하기 힘든 정글지역에서 빠른 기동력으로 다목적 기갑차량으로 크게 활약했다. 이 장갑차는 이후 거의 대부분 서방국가들에게 원조, 판매가 되었으며 현재에도 80,000대 이상생산된 경이로운 기록을 새웠다. 특히 현재 미군에도 사용중이다.
조종사 1인, 기관총 1인으로 2인이 조종하며, 11명의 보병이 탑승할 수 있다. 한국의 경우, 장갑차 200대, 탱크 170대, 자주포 70대로 기계화 보병 사단을 창설한다.

## 디자인

### 무장
M113 기본형은 여러 가지 무기를 장착할 수 있다. 가장 일반적인 무기는 12.7 mm M2 브라우닝 중기관총이다. 그러나, 마운트는 40 mm Mk 19 유탄발사기도 장착이 가능하다. 다양한 대전차무기도 장착할 수 있다. M47 드래곤, BGM-71 토우 대전차미사일을 장착할 수 있다. M47 드래곤은 M2 브라우닝 중기관총 옆에 장착할 수 있다.

### 장갑
M113은 알루미늄 합금 5083으로 만들었다. 강철보다는 약해서 같은 방탄효과를 내려면 3배 더 두꺼워야 한다. 모든 방향에서 7.62mm 총탄에 대한 방호력이 있다. 2020년 미군이 사용하는 스트라이커 장갑차도 모든 방향에서 7.62mm 총탄에 대한 방호력, 전면, 측면, 후면 등에만 14.5 mm 중기관총에 대한 방호력이 있다. M113이 12톤인데 비해 현재의 스트라이커는 18톤이다.

## 대한민국

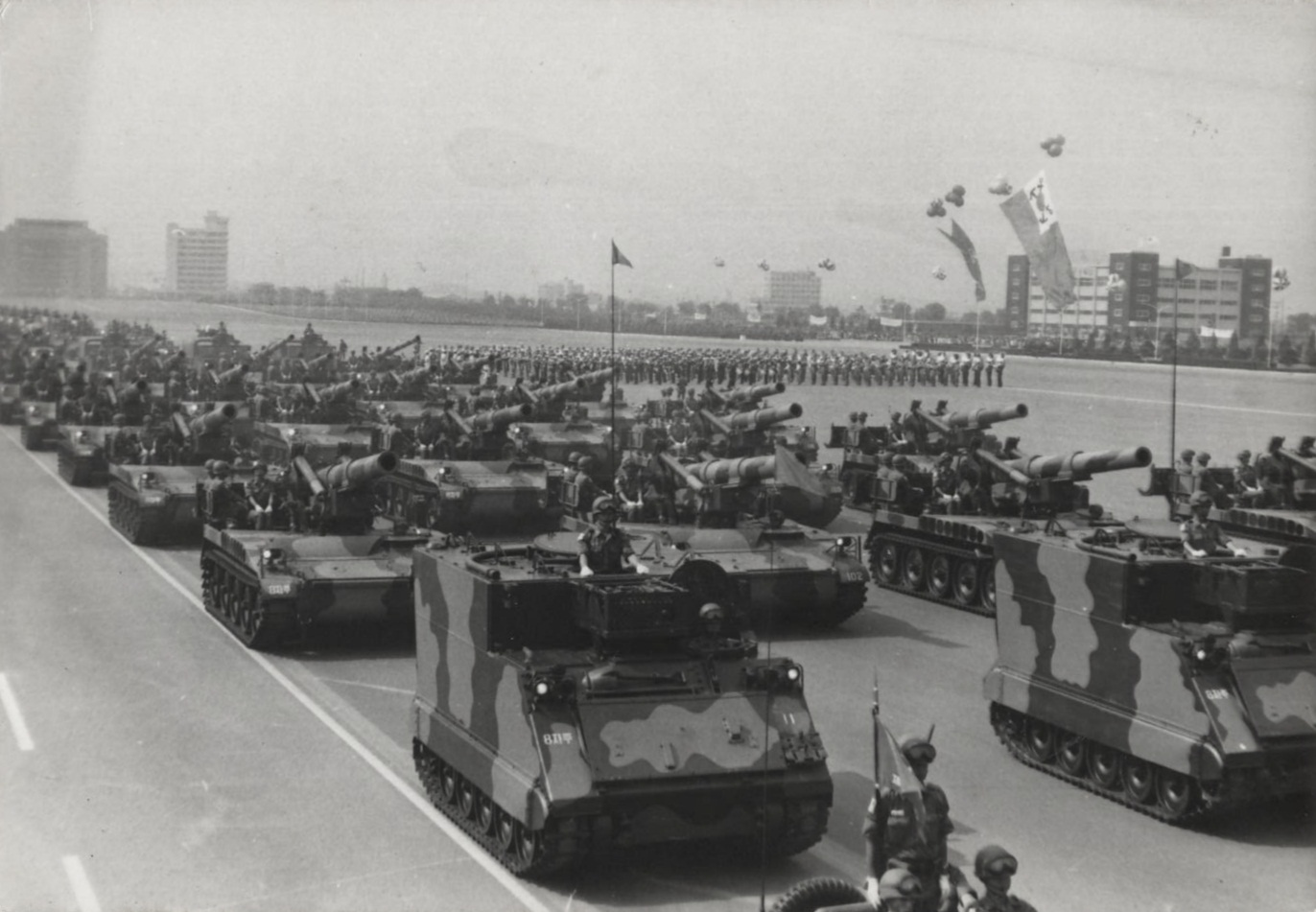
국군의 날 기갑부대 행렬에서의 M113

한국은 베트남 전쟁에 참전하면서 공여받은 M113 장갑차를 통해, 육군 최초의 기계화 보병 사단을 창설했다.
현재 한국 육군은 K200 장갑차를, 미국 육군은 M2/M3 브래들리를 개발해 주력 장갑차로 사용하고 있으나, 한국 미국 모두 M113을 보조적으로 사용중이다.
한국의 K200 장갑차는 미군으로부터 무상 공여받은 M113이 낡아서, 새로운 미제를 구매하기 보다는 똑같이 생긴 국산을 만든 것이다. M113 정비를 하던 두산인프라코어에서 1978년 개발했으며, 1984년 실전배치를 시작했다. 그냥 한국산 M113이라고 보면 된다. M113 12톤, K200 13톤으로 거의 똑같은 장갑차다. 2020년 기준으로는 한화디펜스가 생산한다.
M113은 단순히 보병을 수송만 할 수 있는 병력 수송 장갑차(APC)이며, 20여 년 전부터 장갑차의 주류는 보병이 장갑차에 탑승한 상태에서도 전투가 가능한 보병전투차(IFV)로 바뀌었다. 한국 육군의 K200 장갑차는 병력 수송 장갑차 (APC)이고 K21과 미국 육군의 M2/M3 브래들리는 보병전투차(IFV)이다.
국방백서 2018에서, 한국군은 사단 40개, 장갑차 2800대, 북한군은 사단 81개, 장갑차 2500대라고 나온다. 한국군은 200대의 장갑차로 기계화 보병 사단을 만드는데, 2800대면 14개 사단이 기계화 보병 사단이라는 의미인데, 실제 기보사 수는 이보다 적다.

## 같이 보기
- K200 장갑차
- M2/M3 브래들리